# Jan Nałęcz-Koniuszewski
Jan Zdzisław Nałęcz-Koniuszewski (ur. 8 lipca 1894 w Lubieńcach, zm. 28 marca 1984) – major piechoty Wojska Polskiego, działacz niepodległościowy, kawaler Orderu Virtuti Militari.

## Życiorys
Urodził się 8 lipca 1894 w Lubieńcach, w ówczesnym powiecie stryjskim Królestwa Galicji i Lodomerii, w rodzinie Mieczysława, naczelnika tamtejszej stacji c. k. kolei państwowych, i Ksawery z Terleckich. W 1900 rozpoczął naukę w szkole powszechnej w Samborze, gdzie jego ojciec został adiunktem stacji c. k. kolei państwowych W latach 1904–1911 uczył się w c. k. Gimnazjum Arcyksiężniczki Elżbiety w Samborze. W roku szkolnym 1911/1912 kontynuował naukę w klasie VIII Filii c. k. Gimnazjum w Samborze i tam w czerwcu 1912 zdał egzamin dojrzałości. Następnie rozpoczął studia na Wydziale Prawa Uniwersytetu Franciszkańskiego we Lwowie. 5 maja 1914 zdał pierwszy egzmin państwowy. Jako uczeń gimnazjum został członkiem „Sokoła”, a jako student członkiem Towarzystwa „Znicz” w Samborze.
Po wybuchu I wojny światowej zgłosił się do Legionu Wschodniego, a po jego rozwiązaniu 13 października 1914 został wcielony do cesarsko-królewskiej Obrony Krajowej. Od 1 sierpnia 1915 walczył na froncie wschodnim w szeregach 16 pułku piechoty Obrony Krajowej. 5 czerwca 1916 dostał się do niewoli rosyjskiej. 18 października 1918 wstąpił do 5 Dywizji Strzelców Polskich na Syberii i ukończył w niej szkołę oficerską. Walczył przeciwko bolszewikom w szeregach 1 pułku strzelców polskich im. Tadeusza Kościuszki. Wyróżnił się 14 sierpnia 1919 w boju pod Kamieniem. Po kapitulacji Dywizji Syberyjskiej (10 stycznia 1920 koło stacji kolejowej Klukwiennaja) dostał się do niewoli bolszewickiej i został osadzony w obozie w Krasnojarsku. Po kilku tygodniach udało mu się uciec z niewoli, ale do kraju zdołał wrócić dopiero w październiku następnego roku.
Od października 1921 do lutego 1922 przebywał na kwarantannie w Dęblinie oraz urlopie. Od 1 marca 1922 pełnił służbę w 83 pułku piechoty w Kobryniu na stanowisku adiutanta II batalionu, a później adiutanta pułku oraz dowódcy kompanii strzeleckiej i kompanii szkolnej. Został zweryfikowany w stopniu porucznika ze starszeństwem od 1 czerwca 1919 i 248. lokatą w korpusie oficerów piechoty. W 1922 uzyskał absolutorium na Wydziale Prawa Uniwersytetu Jagiellońskiego. 1 grudnia 1924 prezydent RP nadał mu stopień kapitana z dniem 15 sierpnia 1924 i 18. lokatą w korpusie oficerów piechoty. W listopadzie 1927 został przeniesiony do 60 pułku piechoty w Ostrowie Wielkopolskim. W nowej jednostce pełnił służbę na kolejnych stanowiskach: dowódcy kompanii strzeleckiej, adiutanta pułku, dowódcy kompanii szkolnej i dowódcy batalionu.
W kwietniu 1934 został przeniesiony do Departamentu Piechoty Ministerstwa Spraw Wojskowych w Warszawie. Z dniem 1 listopada tego roku, w związku z reorganizacją ministerstwa, został przeniesiony do Biura Personalnego MSWojsk. Na stopień majora został mianowany ze starszeństwem z 1 stycznia 1936 i 18. lokatą w korpusie oficerów piechoty. W marcu 1939 nadal pełnił służbę w Biurze Personalnym MSWojsk. na stanowisku szefa Wydziału IV Obsad Sztabów i Wyższych Dowództw.
17 września 1939 przekroczył granicę polsko-węgierską i został internowany w Eger. 23 czerwca 1947 wrócił do kraju i zamieszkał z rodziną w Brwinowie. Zmarł 28 marca 1984 i został pochowany na cmentarzu rzymskokatolickim w Brwinowie.
Był żonaty z Anną, z którą miał syna Zdzisława Kazimierza (1924–1998), członka Konfederacji Narodu i sierżanta Armii Krajowej.

## Ordery i odznaczenia
- Krzyż Srebrny Orderu Wojskowego Virtuti Militari nr 7761 – 22 czerwca 1922[22][23]
- Krzyż Kawalerski Orderu Odrodzenia Polski - 10 listopada 1938 „za zasługi w służbie wojskowej”[24][25]
- Krzyż Walecznych[19][26]
- Medal Niepodległości – 2 sierpnia 1931 „za pracę w dziele odzyskania niepodległości”[27][28][29]
- Srebrny Krzyż Zasługi – 10 listopada 1928 „w uznaniu zasług położonych na polu pracy w poszczególnych działach wojskowości” [30][31]
- Medal Pamiątkowy za Wojnę 1918–1921[2]
- Medal Dziesięciolecia Odzyskanej Niepodległości[2]
- Odznaka pamiątkowa 5 Dywizji Strzelców Polskich[2]
- Odznaka Pamiątkowa Więźniów Ideowych[2]
- Medal Zwycięstwa[2]
- francuski Medal Pamiątkowy Wielkiej Wojny[2]